# Тода (графиня Рибагорсы)
То́да (кат. Tota, исп. Toda) (умерла между 1011 и 1017) — графиня Рибагорсы (1003—1011; вероятно, в 960/970—1003 — соправительница), представительница Рибагорсской династии.
Тода была самым младшим из детей графа Рибагорсы Рамона II, умершего в 960 или 970 году. Вероятно, после смерти отца она участвовала в управлении графством как соправительница своих старших братьев Унифреда I, Арнау I и Исарна I. Об этом свидетельствуют данные этими лицами хартии, в которых Тода упоминается с титулом «графиня».
После гибели 25 февраля 1003 года в битве при Альбесе своего брата Исарна, Тода, как единственный из оставшихся в живых законнорождённых потомков графа Рамона II, была провозглашена графиней Рибагорсы. Внебрачный сын Исарна I, Гильем, не смог из-за своего происхождения овладеть наследством отца и уехал в графство Кастилию, правитель которой, граф Санчо Гарсия, был его близким родственником. Однако Гильем и после отъезда продолжал претендовать на власть над Рибагорсой, о чём свидетельствуют данные им в это время хартии, подписанные титулом «граф Рибагорсы».
Правление графини Тоды совпало с периодом активизации завоевательной политики Кордовского халифата в отношении христианских государств Пиренейского полуострова. Фактический правитель халифата, хаджиб Абд аль-Малик аль-Музаффар, в начале XI века совершил несколько удачных походов против христиан Леона, Кастилии и Каталонии. В 1006 году нападению подверглась и Рибагорса. Войско мусульман разграбило равнинные районы графства и разрушило резиденцию местного епископа, город Рода-де-Исабена. Епископ Аймерик был пленён и освобождён только после обещания заплатить выкуп и предоставления взамен себя в заложники одного из своих племянников. Абд аль-Малик аль-Музаффар дошёл до Ральуи и Носельеса, присоединив южные и центральные районы Рибагорсы к владениям халифа Кордовы. Под властью графини Тоды остались только северные области графства.
В этой ситуации Тода приняла решение выйти замуж за графа Пальярса Сунийе I, надеясь с его помощью возвратить потерянные земли. Бракосочетание состоялось в период между 1006 и 1008 годом. На правах супруга Сунийе начал участвовать в управлении оставшимися у Тоды владениями, таким образом, впервые с начала X века соединив в одних руках графства Пальярс и Рибагорса. Однако в исторических источниках отсутствуют свидетельства о его попытках отвоевать у мусульман захваченные ими рибагорсские области. Граф Сунийе I умер в 1010 или 1011 году. Его брак с Тодой был бездетным.
Дальнейшие события в Рибагорсе источники описывают по-разному. Согласно свидетельству большинства исторических документов, Тода, по точно неизвестным причинам, после смерти мужа не передала власть над Рибагорсой свои пасынкам, детям Сунийе от первого брака, а призвала из Кастилии своего племянника Гильема, добровольно отдав ему власть над оставшимися у неё владениями. Однако некоторые хроники сообщают, что Гильем овладел графством с помощью кастильского войска, предоставленного ему графом Санчо Гарсией. После получения Гильемом власти над Рибагорсой, Тода больше не участвовала в управлении графством. Предполагается, что она умерла не позднее 1017 года.